# Gabara pulverosalis
Gabara pulverosalis là một loài bướm đêm thuộc họ Erebidae. Nó được tìm thấy ở Bắc Mỹ, bao gồm Texas, Arizona, North Carolina và Florida.
Ấu trùng có thể ăn wiregrass.